# Mimosa vernicosa
Mimosa vernicosa är en ärtväxtart som beskrevs av George Bentham. Mimosa vernicosa ingår i släktet mimosor, och familjen ärtväxter.

## Underarter
Arten delas in i följande underarter:
- M. v. ciliata
- M. v. vernicosa